# Sunbow
Sunbow Entertainment è stata una casa di produzione statunitense fondata nel 1980 dalla Griffin-Bacal Advertising a New York. La casa è stata attiva fino al 2009. 
Era nota per aver creato varie serie animate basate sulla linea di giocattoli Hasbro e che 6 serie animate di eroi e d'azione portano popolarità anche in Italia.

## Lista delle serie animate prodotte
- G.I. Joe: A Real American Hero (1983-1986, 95 episodi)
- Transformers (1984-1986, 98 episodi)
- Vola mio mini pony (1984-1986, 64 episodi)
- Jem (1985-1988, 65 episodi)
- Il ritorno dei Titani (1986, 13 episodi)
- Visionaries (1987, 13 episodi)
- Vola mio mini pony (1992, 26 episodi)
- The Mask (1995-1997, 54 episodi)
- Il cane Mendoza (2000-2001, 26 episodi)
- I gemelli Cramp (2001-2002, 26 episodi, La seconda stagione è stata prodotta da Telemagination)